# 松尾武 (アナウンサー)
松尾 武（まつお たけし、1980年1月21日 - ）は、東北放送（TBC）のアナウンサー。大分県別府市生まれ。

## 人物
日本大学法学部政治経済学科卒業。2002年にTBC入社（同期は生駒夕紀子）。
大分県生まれだが、小さい頃は転校が多く、高松市に約6年間住んでいた。
スポーツアナとして主に楽天戦やベガルタ戦の実況・ベンチリポートを担当。
ラジオの担当が多く、テレビはあまり多くない。2020年度はテレビには数回しか出ていなかった。

## 担当番組

### テレビ
- ウォッチン!みやぎ（スポーツコーナーを不定期で担当）
- Nスタみやぎ（スポーツコーナー担当　2011年4月 - 2012年3月まではスポーツコーナーや金曜のメインキャスターを不定期で担当し、2012年4月-2013年3月までは金曜日のメインキャスターとしてレギュラーで出演した。）
- TBCパワフルベースボール・実況、リポーター
- 全国高校ラグビー宮城県大会決勝戦・実況（2007年～2010年）
- サッカー・ベガルタ仙台中継・実況（2008年～、スカパー!と兼務）

※2008年はベガルタの入れ替え戦進出決定試合を地上波で、2009年はベガルタのJ2制覇をスカパー!で実況。
- 仙台国際ハーフマラソン大会・センター実況
- ふくしま駅伝・中継所実況（テレビユー福島のみ放送、2005年～）
- 東日本実業団対抗女子駅伝・第四中継所実況（TBSテレビ制作でTBCにも同時ネット、2011年～）
- TBCニュース
- 河北新報ニュース

### ラジオ
- TBCパワフルベースボール（実況・ベンチリポート）

※2007年は宮城球場（当時・フルキャストスタジアム宮城）で行われたガリバーオールスターゲーム第2戦の実況を担当した。
- 仙台国際ハーフマラソン大会・センター実況
- TBCニューストゥデイ（2010年4月-）
- tbc today (2023年10月ｰ)
- 3・11 みやぎホットライン (2024年4月-)
- GoGoはみみこい ラジオな気分（イーグルスポーツ担当　不定期出演)

### 過去
- 仙台六大学野球中継・実況（テレビ）
- 全国高等学校野球選手権宮城大会決勝戦実況中継・実況（ラジオ）
- プロ野球三都物語（2007年,2008年）（ラジオ）
- ランチボックス（2009年4月-9月）→ランチボックス-L（金曜日担当　2009年10月 - 2010年3月、2010年10月 - 2016年3月）
- Goodモーニング（松尾です）（月曜-木曜担当 2016年3月 -2022年6月、2023年4月-2023年9月 ）
- 月曜日のアナウンス部　(2024年6月24日)